# Kondeleng Ubashi
Kondeleng Ubashi (mongol : ?
ᠤᠪᠠᠰᠢ, cyrillique : ? Убаши ; chinois : 昆都伦乌巴什 ; pinyin : kūndōulún wūbāshí ; russe : Кундулен-Убаши ou parfois Конделенг Убаши) est un khan mongol qoshot, il est le fils de Khanai Noyan Khonggor et le frère de Güshi Khan. Vers 1645, il migre avec une partie des Qoshots vers la Volga.